# 니컬러스 라이트
니컬러스 라이트(Nicolas Wright, 1982년 3월 23일 ~ )는 캐나다의 배우다.